# Zé Felipe
José Felipe Rocha Costa, detto Zé (Goiânia, 21 aprile 1998), è un cantante brasiliano.

## Biografia
Zé Felipe ha firmato il suo primo contratto discografico con la divisione brasiliana della Sony Music Entertainment nel 2014, anno che ha segnato l'inizio della sua carriera musicale da professionista e il suo debutto televisivo al programma Domingão do Faustão. Ha inoltre pubblicato il suo album in studio d'esordio Você e eu, trainato dalla relativa turnée e dal successo radiofonico di Saudade de você (3º nella Brasil Hot 100). Il disco contiene anche la traccia Você mente, certificata platino dalla Pro-Música Brasil.
Il suo secondo LP è uscito circa due anni più tardi e include la hit numero uno Não me toca, in collaborazione con Ludmilla; lo stesso disco gli ha permesso di essere stato votato la rivelazione musicale ai Meus Prêmios Nick. Nel 2017 ha lasciato la Sony per entrar a far parte della Som Livre, sotto la quale sono usciti gli album dal vivo Na mesma estrada e Ao vivo em Goiânia, rispettivamente oro e platino in Brasile.
Tra il 2020 e il 2022 sono stati resi disponibili i successi Só tem eu, Revoada no colchão, Toma toma vapo vapo e Malvada, tutti e quattro classificatisi nella top five della hit parade nazionale e tre dei quali hanno ricevuto ciascuno il doppio diamante dalla PMB. Nel giugno 2022 viene candidato per cinque Prêmios MTV MIAW, tra cui quello all'artista musicale, edizione in cui ne ha vinti due.

## Discografia

### Album in studio
- 2014 – Você e eu
- 2016 – Proibido é mais gostoso

### Album dal vivo
- 2017 – Na mesma estrada
- 2019 – Ao vivo em Goiânia

### EP
- 2019 – Zé Felipe, Vol. 1
- 2019 – Zé Felipe, Vol. 2
- 2021 – Joseph
- 2023 – Coloca o capacete

### Singoli
- 2016 – Não me toca (feat. Ludmilla)
- 2016 – Banheira de espuma
- 2018 – My Baby (feat. Naiara Azevedo & Furacão Love)
- 2018 – Amor todo dia
- 2020 – Amiga nada
- 2020 – Só tem eu
- 2020 – José ou Maria
- 2020 – Virginia
- 2021 – Esquece de me esquecer (con Gusttavo Lima)
- 2021 – Senta com amor (con Kevinho)
- 2021 – Tranquilita (con Virginia)
- 2021 – Senta danada (con i Barões da Pisadinha)
- 2021 – Revoada no colchão (con Marcynho Sensação)
- 2021 – Feita pra mim
- 2021 – Toma toma vapo vapo (con MC Danny)
- 2021 – Eu vou beber, eu vou beijar (con Thiago Carvalho)
- 2022 – Vontade de morder (con Simone & Simaria)
- 2022 – Depende (con Wesley Safadão e DJ Guuga)
- 2022 – Malvada
- 2022 – Safadezinha (con Felipe Amorim)
- 2022 – Onde anda (con i Calema)
- 2022 – Bandido (con MC Mari)
- 2022 – Olhadinha (con Pedro Sampaio)
- 2022 – 50 cópias
- 2022 – Roça em mim (con Ana Castela e Luan Pereira)
- 2023 – Facilita aí
- 2023 – Vacilão (con Igow e Wesley Safadão)
- 2023 – Raparigueiro (con Matheus Vargas)
- 2023 – Macho preferido (con MC Jacaré)
- 2023 – Mil noites (con Thiago Carvalho)
- 2023 – Marrento
- 2023 – Cama repetida (con Léo Santana)
- 2024 – Luz do luar
- 2024 – Minha ex
- 2024 – Desilusão (con Bruno & Marrone, MC Jacaré e Loirin Prod)
- 2024 – Louco, louco (con Mari Fernandez)
- 2024 – Patrai (con Nattan e O Rei da Batidinha)
- 2024 – Vida rueira (con MC Tuto e Natanzinho Lima)
- 2024 – Oh garota eu quero você só pra mim (con Oruam e MC Tuto feat. MC K9, MC Rodrigo do CN & MC PL Alves)
- 2025 – Envolvidão (con Breno Major, Alanzim Coreano, DG e Batidão Stronda)
- 2025 – Foguenta (con Lucas LM)
- 2025 – Porsche azul (con Vitor Daslent's e Felipe Beats)
- 2025 – Nossas fotos (con Felipe Amorim)
- 2025 – Oh bebê (con Japãozin e Breno Major)
- 2025 – De ladin tu toma (con MC Rodrigo do CN)
- 2025 – Dama que balança (con Marcynho Sensação)
- 2025 – Vou raspar seu bigodin/Tacar fogo (con MC Dricka, DG e Batidão Stronda e DJ S2K)
- 2025 – Sentada surreal (con DJ Nathi e Felipe Beats)
- 2025 – Viciado em ver ela descer (con Kew, MC Ryan SP e DJ LK da Escócia)
- 2025 – Ela não vai ter pena (con Felipe Beats)
- 2025 – Seu beijo é tão bom (con Rafa Chagas)
- 2025 – Bota a bunda pra aguentar (con DJ LC da Roça, MC TH e Jean da Rocinha)
- 2025 – 8 ou 80 (con Heitor Costa)
- 2025 – Love (con DJ Batata, MC G15 e MC Kadu feat. MC Davi)
- 2025 – Quarto neon (con Gabb MC, Breno Major e MC Tato feat. Lkahh)

### Collaborazioni
- 2016 – Tan fácil (CNCO feat. Zé Felipe)